# Son en Breugel

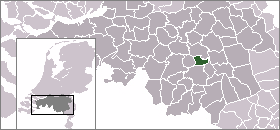
Lägeskarta

Son en Breugel är en kommun i provinsen Noord-Brabant i Nederländerna. Kommunens totala area är 26,64 km² (där 0,61 km² är vatten) och invånarantalet är 15 844 invånare (1 februari 2012). Det finns två städer i kommunen, Son och Breugel. Ikeas lokala varuhus ligger i kommunen.